# 装飾写本

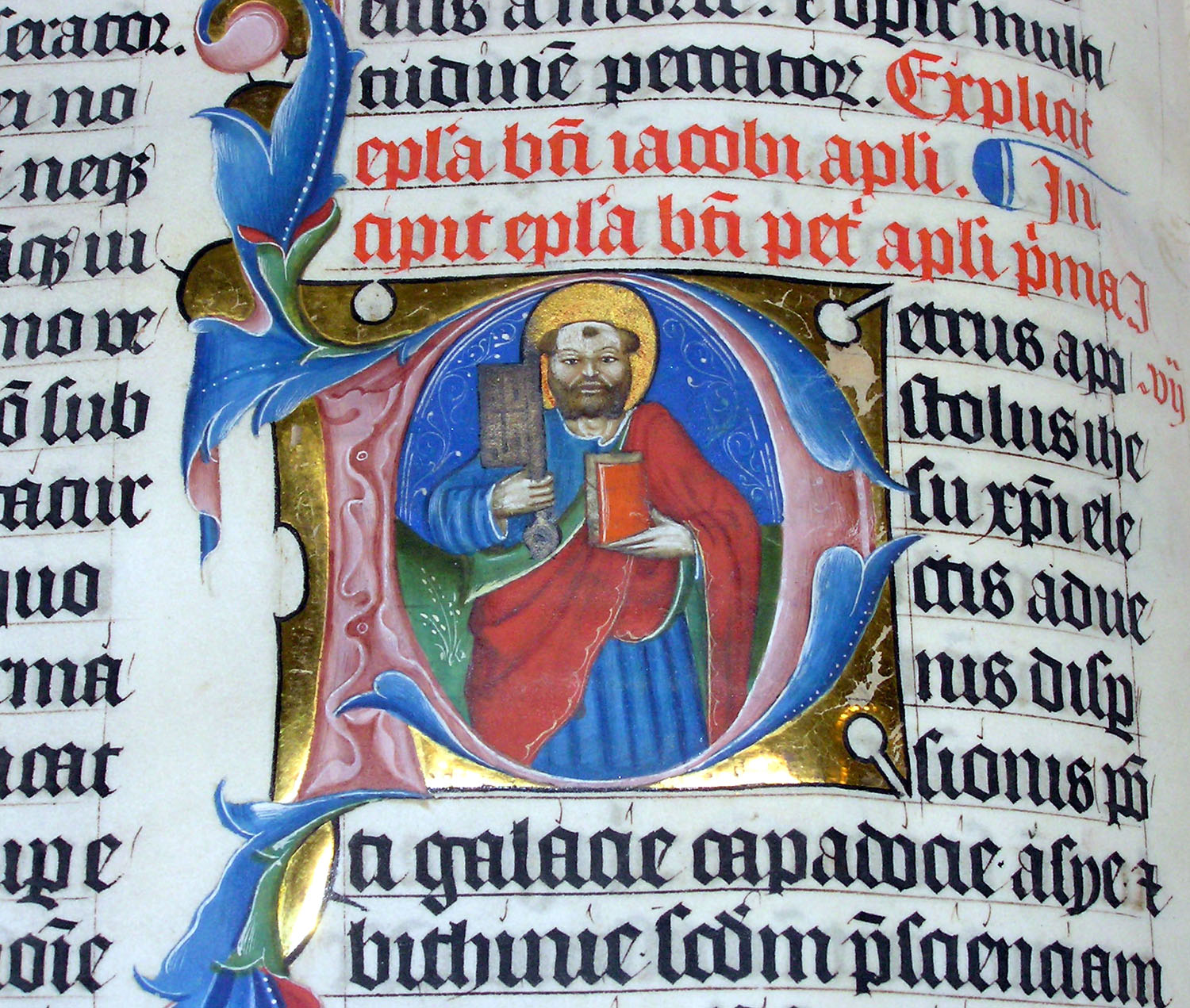
装飾写本の一ページ ラテン語の聖書（1407年）。手書きの黒体文字（ゴシック体）で本文を記述している。

装飾写本（そうしょくしゃほん、フランス語: enluminures、英語: illuminated manuscript）は、多くの場合、宗教的なテクスト写本に装飾頭文字（イニシャル）や装飾的な縁取り、装飾頁（カーペット頁）などの華麗な飾りをつけたものである。

## 解説
代表的なスクリプトとしては、中世のケルト教会修道僧によって作成されたケルト装飾写本がある。
中世のキリスト教世界では聖書にギリシャ・ローマ起源の具象的、写実的な挿絵を加えた挿絵写本（イラストレイテッド・マニュスクリプト）も数多く作成されたが、装飾写本（イルミネイテッド・マニュスクリプト）は文様を中心とする写本をいう。中世の修道院などで専門の写本修道僧が聖書写本に装飾を加えたものである。
デリンジャーは『装飾写本 その歴史と制作』（1970年）で
と述べている。
代表的な中世の装飾写本としては、アイルランドに始まるケルト教会系の修道院で作成されたケルト装飾写本があり、ヘブリディーズ諸島のアイオナ修道院で作成された『ケルズの書』、ノーサンブリアのリンデスファーン修道院で作成された『リンデスファーン福音書』、アイルランドのダロウ修道院で作成された『ダロウの書』などが現存する。
これらケルト系装飾写本は渦巻・組紐・動物など奇怪なケルト的文様を駆使したもので、その他ブリテン諸島に残る装飾写本とともに「ヒベルノ・サクソン装飾写本」と呼ばれることもある。
10世紀から12世紀に作られた装飾写本には、ケルト風を基本としながらアカンサスの葉のモチーフなどロマネスク様式を取り入れた装飾文字が多く見られる。また、文字の中に物語の一場面を取り込んだ装飾文字も現れるようになった。
ゴシック期と呼ばれる13世紀以降には、パリを中心に世俗の写本家が装飾写本を制作するようになった。それ以前に比べ写本は小型化し、描かれる動物、植物の表現はより写実的になっている。
ルネサンス期にはフィレンツェやヴェネツィアなどイタリア方面で、コルヌコピアや葡萄唐草など古代ローマ風の文様を取り入れた装飾写本が発達した。

## 無形文化遺産

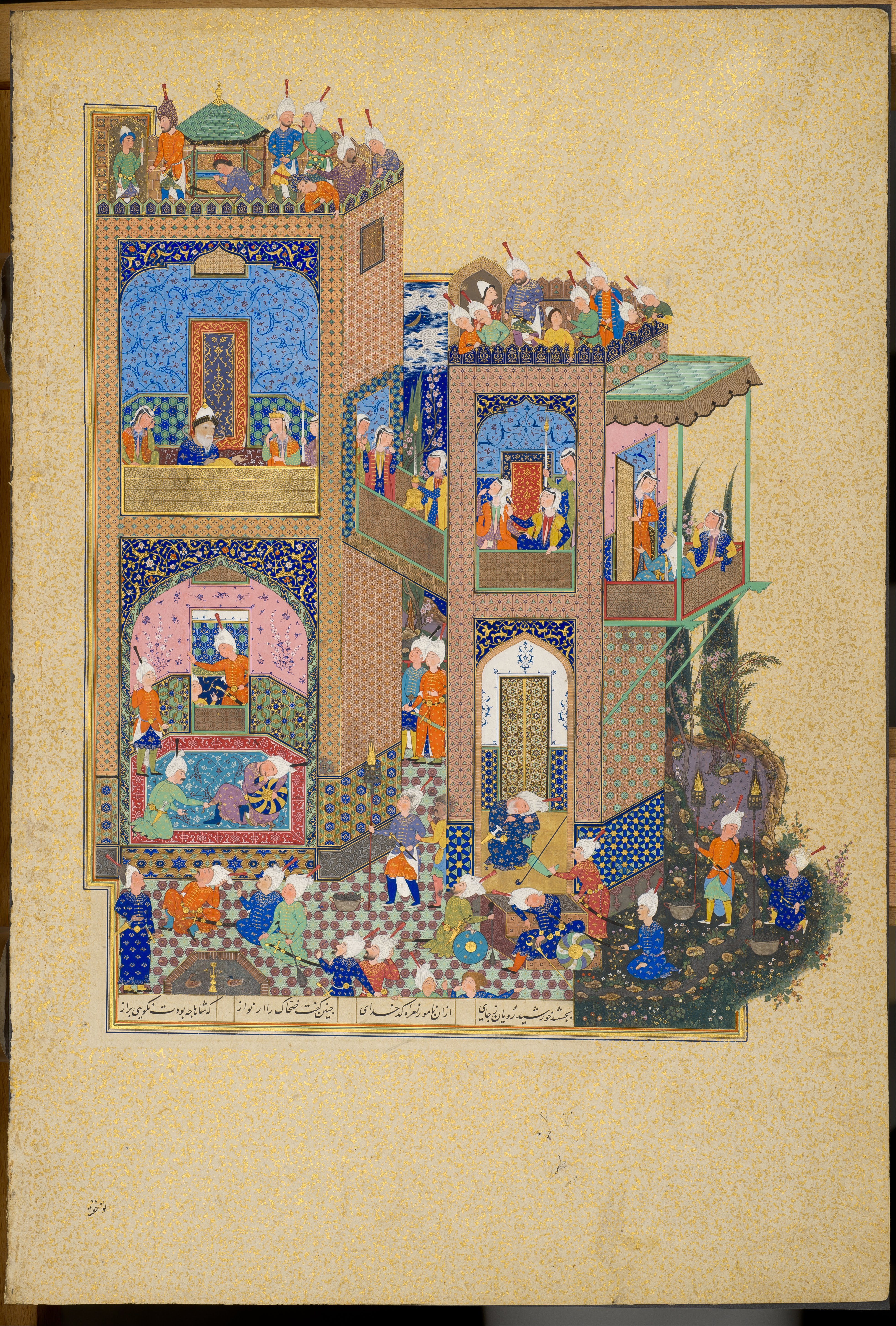
イランの装飾写本のミニアチュール

2023年、イスラム圏のアゼルバイジャン、イラン、タジキスタン、トルコ、ウズベキスタンの5か国の装飾写本の芸術がユネスコの無形文化遺産に登録された。